# 秩父鉄道

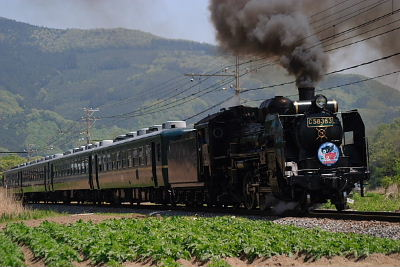
C58 363牽引「SLパレオエクスプレス」

秩父鉄道株式会社（ちちぶてつどう、英: Chichibu Railway Co., Ltd.）は、埼玉県の北部から秩父地方に鉄道路線（秩父本線など）を有する鉄道事業を中核に、観光・バス事業、不動産業を行う日本の会社である。本社は埼玉県熊谷市に所在する。
東証スタンダード市場（旧JASDAQ市場）に株式上場している。JASDAQの前身にあたる店頭登録制度が開始された1963年に株式登録が行われ、2022年4月4日の東証再編までは鉄道事業者では唯一のJASDAQ上場企業（証券コード : 9012）であった。

## 概要
埼玉県の北部を東西に横断して秩父地方と結ぶ秩父本線と、貨物線である三ヶ尻線の2路線を保有・運営している。長瀞渓谷や宝登山を中心とする長瀞の観光開発を行ってきた会社でもあり、直営の「長瀞ラインくだり」は大正時代からの歴史を有する。
太平洋セメントが筆頭株主であり、同社の前身である秩父セメント時代から行っている武甲山から産出される石灰石を運ぶ貨物輸送が盛んである（「諸井恒平」を参照）。
過去には、乗合バス・貸切バス事業、索道事業（三峰ロープウェイ）も行っていた。バス部門は秩父鉄道観光バスに分社している。三峰ロープウェイは廃止されたが、子会社の宝登興業では現在も索道事業（宝登山ロープウェイ）を行っている。
外食事業も営んでおり、埼玉県長瀞町で飲食店「有隣倶楽部」「ガーデンハウス有隣」「豚みそ丼専門店 有隣」を運営している。

## 社名・社紋
会社の略称として「秩父」「ちちてつ」「ちってつ」「CTK」（C.T.K.）が用いられることがある。しかし、駅での案内表示では「秩父線」や「秩父鉄道」が使われており、略称はあまり使われていない。また、「秩父電鉄」という愛称を使用していたため、現在も「秩父電鉄」と呼ばれることがある。
社紋は「上」の文字6つを円形に並べたものであり、「上武」を意味するとされる。上武鉄道として設立された時に作られたもので、秩父鉄道に改称した後も引き続き使われていた。

社紋

## 歴史
- 1899年（明治32年） 上武鉄道株式会社設立。本社：東京市日本橋区（現在の東京都中央区）。
- 1901年（明治34年） 熊谷駅 - 寄居駅間を開業。
- 1916年（大正5年） 秩父鉄道株式会社に改称。
- 1921年（大正10年） 北武鉄道が羽生駅 - 行田駅（現在の行田市駅）間を開業。
- 1922年（大正11年） 行田駅 - 熊谷駅間が開業。その後に秩父鉄道が北武鉄道を合併。
- 1930年（昭和5年） 羽生駅 - 三峰口駅間が全線開通。
- 1936年（昭和11年） 寄居自動車株式会社を買収。
- 1939年（昭和14年） 三峰索道（三峰ロープウェイ・第一次）開業。
- 1949年（昭和24年） 秩父自然科学博物館を開館。
- 1954年（昭和29年） 東武東上本線から乗入れ列車運転開始。
- 1963年（昭和38年） 株式を日本証券業協会の店頭市場に登録。
- 1964年（昭和39年） 三峰索道（第二次）開業。
- 1966年（昭和41年） 三峰索道（第一次）廃業。
- 1970年（昭和45年） 不動産業営業開始。
- 1979年（昭和54年） 貨物線の三ヶ尻線（武川駅 - 熊谷貨物ターミナル駅間）開業。
- 1980年（昭和55年） 本社を埼玉県熊谷市に移転。秩父自然科学博物館を閉館。
- 1988年（昭和63年） SL列車「SLパレオエクスプレス」運転開始。
- 1989年（平成元年） 
  - 秩父鉄道創立90周年事業として、三峰口駅に秩父鉄道車両公園を開園。
  - 西武鉄道からの乗入れ列車運転開始。
- 1992年（平成4年） 自動列車停止装置 (ATS) を設置。東武東上本線からの乗り入れ中止。
- 1997年（平成9年） バス部門を秩父鉄道観光バスに分社。
- 2004年（平成16年）12月 日本証券業協会への店頭登録を取消し、ジャスダック証券取引所に株式を上場。
- 2006年（平成18年） セメント輸送廃止。
- 2007年（平成19年） 三峰索道（第二次）廃止。
- 2017年（平成29年） 全旅客駅でデジタルサイネージによる列車運行情報の提供を開始[12]。
- 2019年（令和元年）　
  - ロゴマークを制定。
  - 寄居駅 - 三峰口駅間と東武東上線・東武越生線が乗降自由の「東武鉄道×秩父鉄道SAITAMAプラチナルート乗車券」を発売（7月20日 - 11月30日）[13]。
- 2020年（令和2年） 
  - 2月末をもって三ヶ尻線での石炭輸送廃止[14][15]。
  - 9月30日 三ヶ尻線熊谷貨物ターミナル駅 - 三ヶ尻駅間の貨物輸送終了[16][14]。
  - 12月31日 三ヶ尻線熊谷貨物ターミナル駅 - 三ヶ尻駅間を廃止[17]。
- 2022年（令和4年）
  - 3月12日 旅客線全駅に交通系ICカード「PASMO」を導入し、交通系ICカード全国相互利用サービスに対応開始[18]。
  - 4月4日 東京証券取引所の市場区分の見直しにより、東京証券取引所のJASDAQ（スタンダード）からスタンダード市場に移行。
- 2023年（令和5年）10月1日 秩父鉄道観光バスが秩父観光興業を吸収合併。
- 2025年（令和7年）10月1日 秩父鉄道が宝登興業を吸収合併予定[19]。

## 鉄道事業

路線図

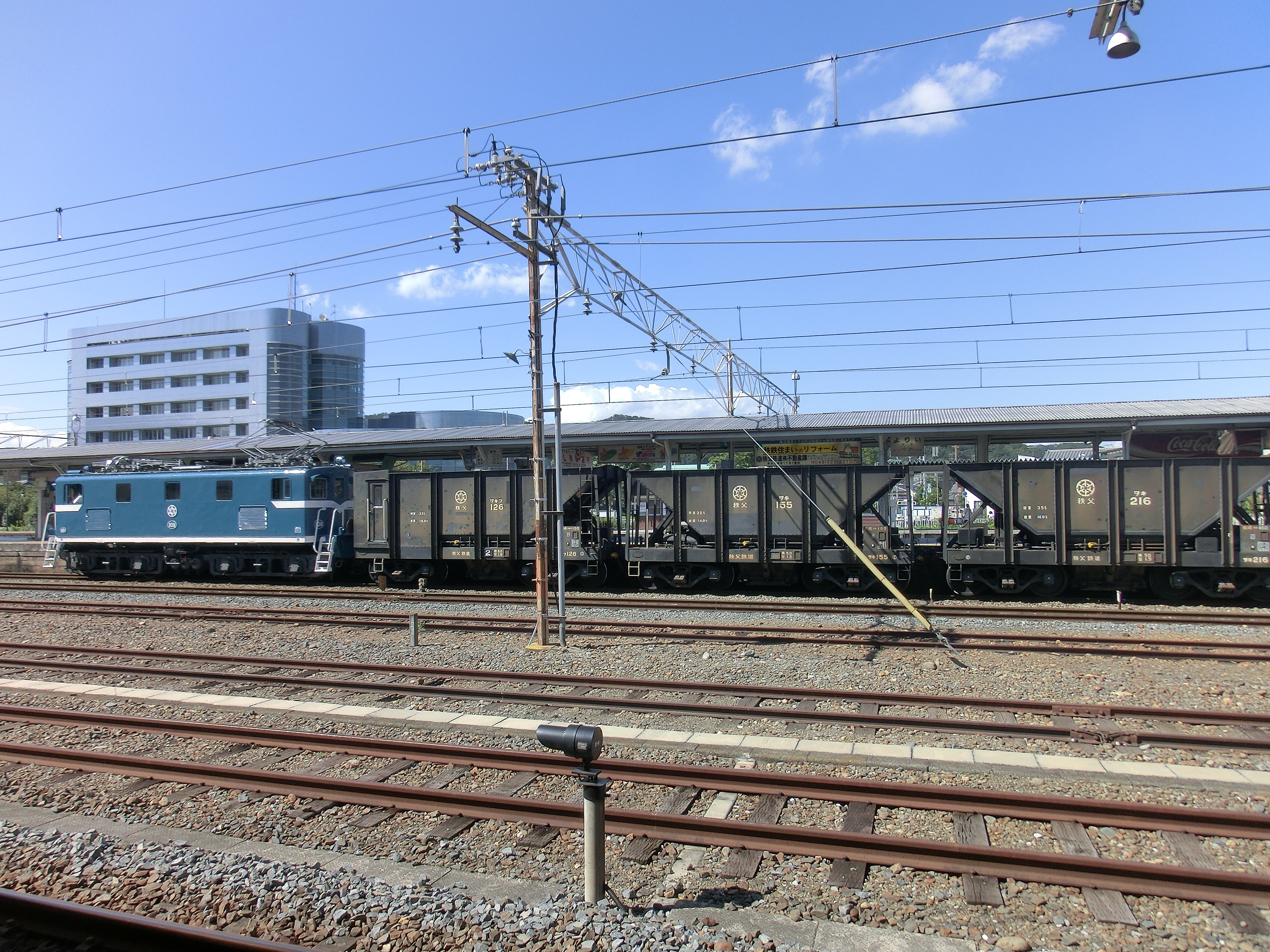
寄居駅構内を三峰口方に向かって走行中の貨物列車

鉄道2路線を有し、旅客・貨物輸送を行っている。現在の秩父本線終点・三峰口駅から秩父市大滝地区（旧大滝村）へ路線を延長する計画であったが中止となっている。三峰口駅の引き上げ線はその名残であり、かつては鉱山のホッパーまでつながっていた。また、大滝村方面にケーブルカーを建設する計画もあったという。
ICカード乗車券については2022年3月12日にPASMOを導入し、PASMOのほかSuicaなどの全国相互利用交通系ICカードも利用できる。

### 営業中の路線
- 秩父本線：羽生駅 - 三峰口駅 71.7km
- 三ヶ尻線：武川駅 - 三ヶ尻駅（貨物線） 3.9km

### 廃止路線・区間
- 秩父本線：宝登山駅（現・長瀞駅） - 荒川駅（旧・秩父駅） … 1915年12月29日廃止、国神駅 - 荒川駅間に付け替え。
- 秩父本線：国神駅（現・上長瀞駅） - 荒川駅（旧・秩父駅） … 1926年6月18日廃止。
- 武甲線：影森駅 - 武甲駅 1.4km … 1984年2月1日廃止[21]。
- 三ヶ尻線：三ヶ尻駅 - 熊谷貨物ターミナル駅（貨物線） 3.7km … 2020年12月31日廃止[17]。

### 未成路線
以下の路線の免許を得ていたが失効している。白川村・大滝村とも現在は秩父市。
- 普通鉄道 白川村三峰口 - 大滝村 2.4km 1927年12月5日取得[23]、1936年2月19日失効[24]（秩父本線の延長）
- 鋼索鉄道（ケーブルカー） 秩父郡大滝村地内 1.8km 1927年12月5日取得[23]、1930年12月26日失効[25]

### 車両
地方私鉄にも斬新な高性能車が多数登場した1960年代までは、自社オリジナルの車両も製造していたが、近年は他社からの譲渡車両のみとなっている。譲渡元は複数の鉄道会社に及び、さながら保存鉄道的な色あいを帯びている。

#### 塗装
電車は1960年代は茶色に白帯、1970年代は茶色のツートンカラーで、1980年代に入ると黄色を基調に窓下に茶（急行用車は紺）のラインを配したオリジナルデザインをタクシー・バス車両など、グループ全般にわたり導入したが、1990年代に入ると電車は白地に青を基調とした塗装が主流となっている。ただし、2007年の鉄道博物館開館記念イベントから2009年の設立110周年にかけ、1000系のうち5編成を国鉄101系を模したカラーリング（オレンジバーミリオン [1011F（2010年廃車）・1003F（2011年より）]、スカイブルー [1001F]、カナリアイエロー [1012F]、ウグイス関西線バージョン [1009F]）に、2編成を旧塗装（茶色ツートン[1002F]、黄色に茶帯[1007F]）にそれぞれ変更している。2020年現在、5000系は都営地下鉄時代から引き続く青色のライン、6000系は白地に青色のライン（6003Fはリバイバル塗装として茶色）、7000系および7500系・7800系は緑色と黄色のグラデーションを基調としており、7500系の一部編成は全面ラッピングが施され運用されている。
電気機関車は標準色として青を基調に正面と車体裾に白帯を配する。この塗装はデキ107・108が松尾鉱業鉄道から持ち込んだもので、それ以前は茶色に車体裾に白帯を配するものであった。また、各種イベント等を通じて様々な塗色変更が施されており、2020年現在は標準色以外に、黒色に警戒色（デキ201）、青単色（デキ302）、黄単色（デキ502）、桃色に正面・裾白帯（デキ504）、緑に裾白帯（デキ505）、赤単色（デキ506）と、バリエーションに富んだ構成となっている。

#### 現有車両
- 電車 - 他鉄道事業者から譲渡された車両を使用している。
  - 5000系 - 元東京都交通局（都営地下鉄）6000形
  - 6000系 - 元西武鉄道新101系
  - 7000系 - 元東京急行電鉄8500系
  - 7500系・7800系 - 元東京急行電鉄8090系

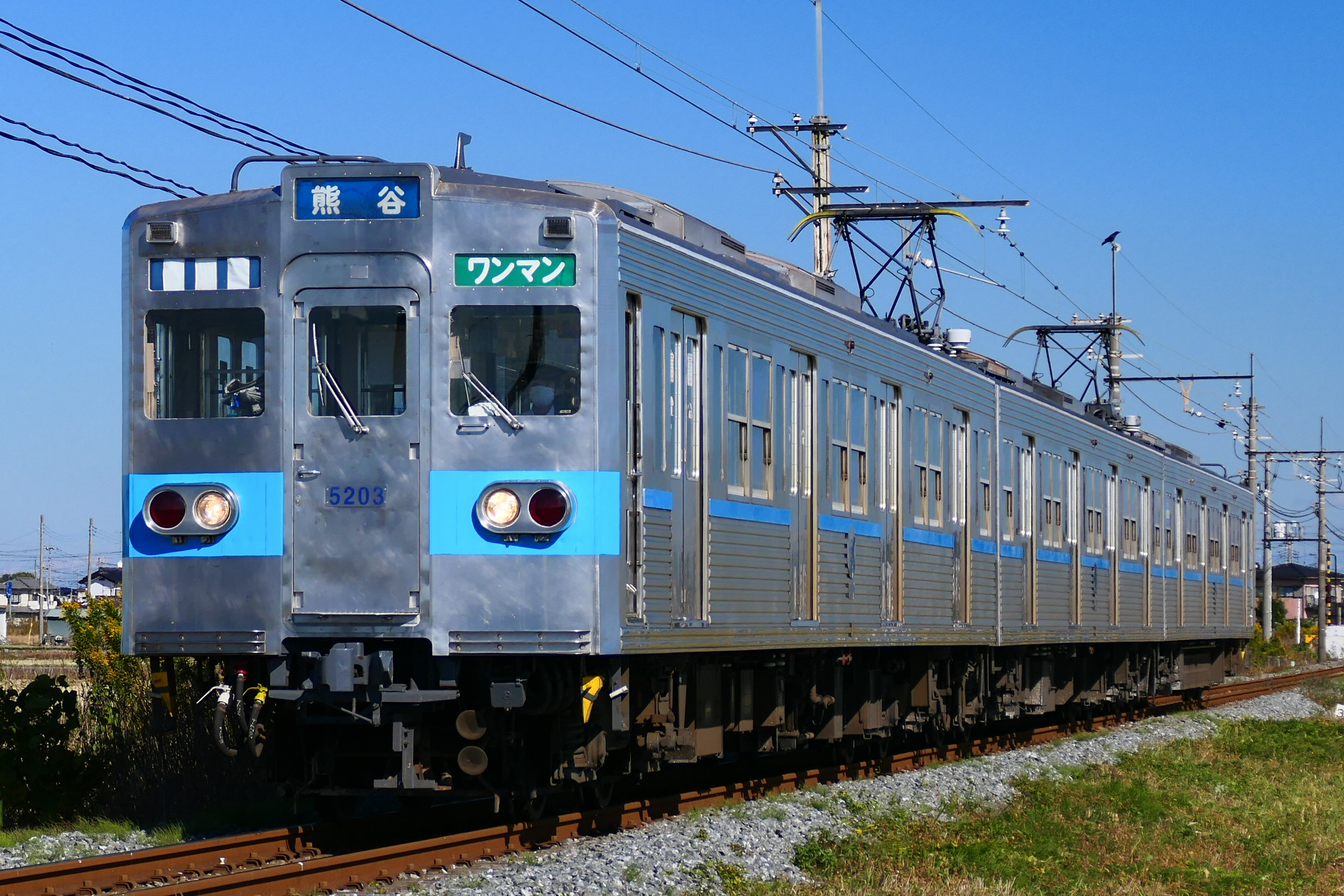
5000系
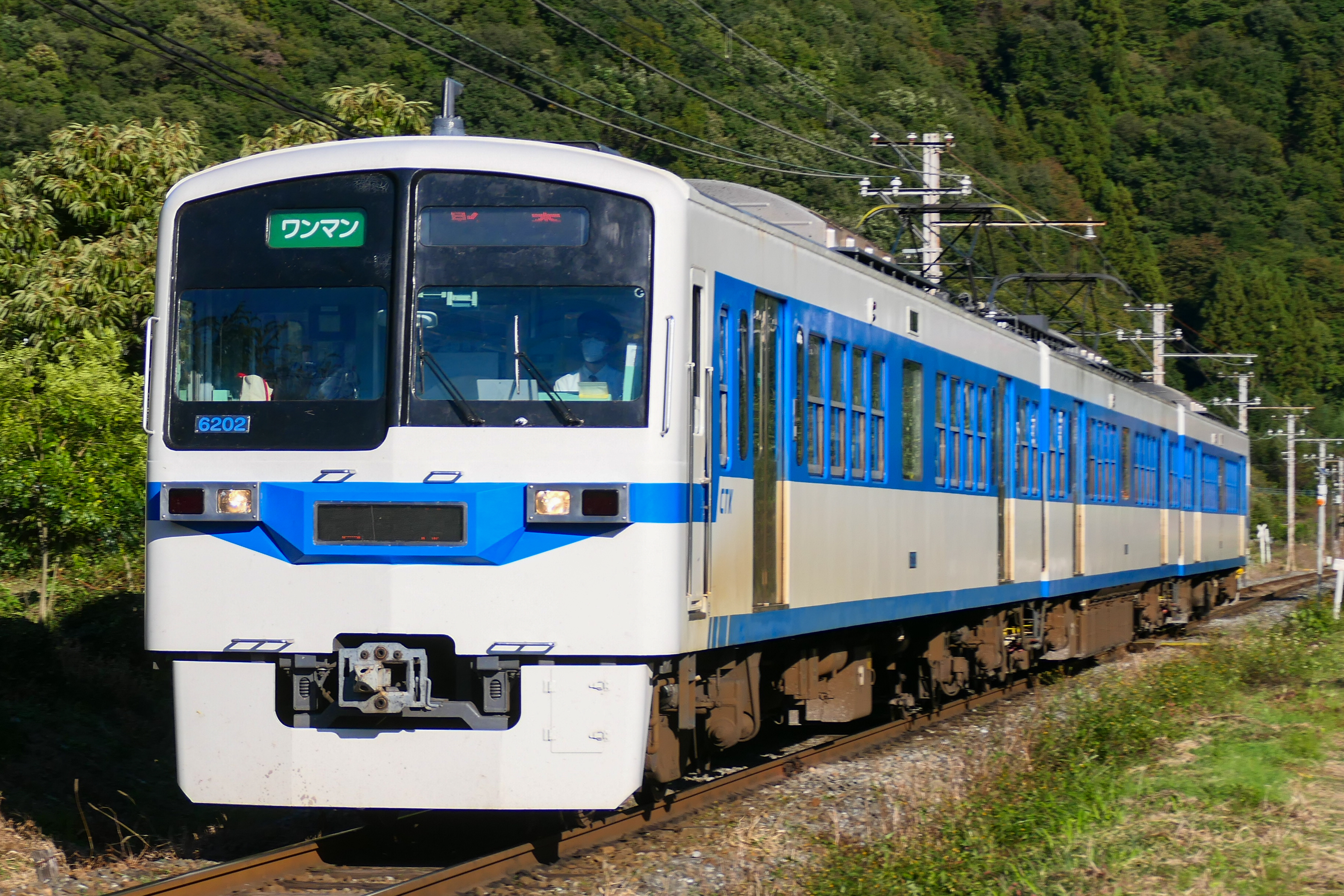
6000系
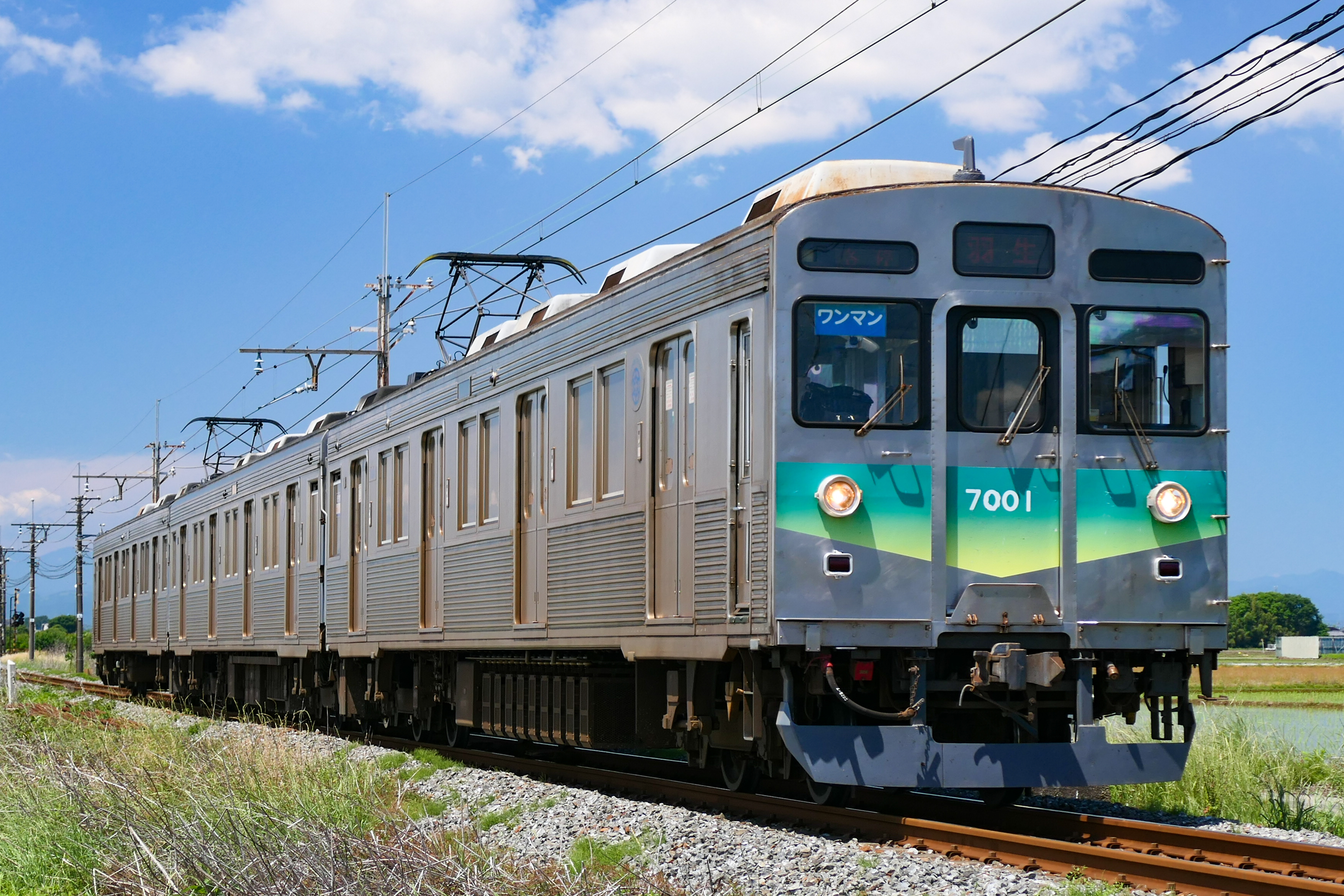
7000系
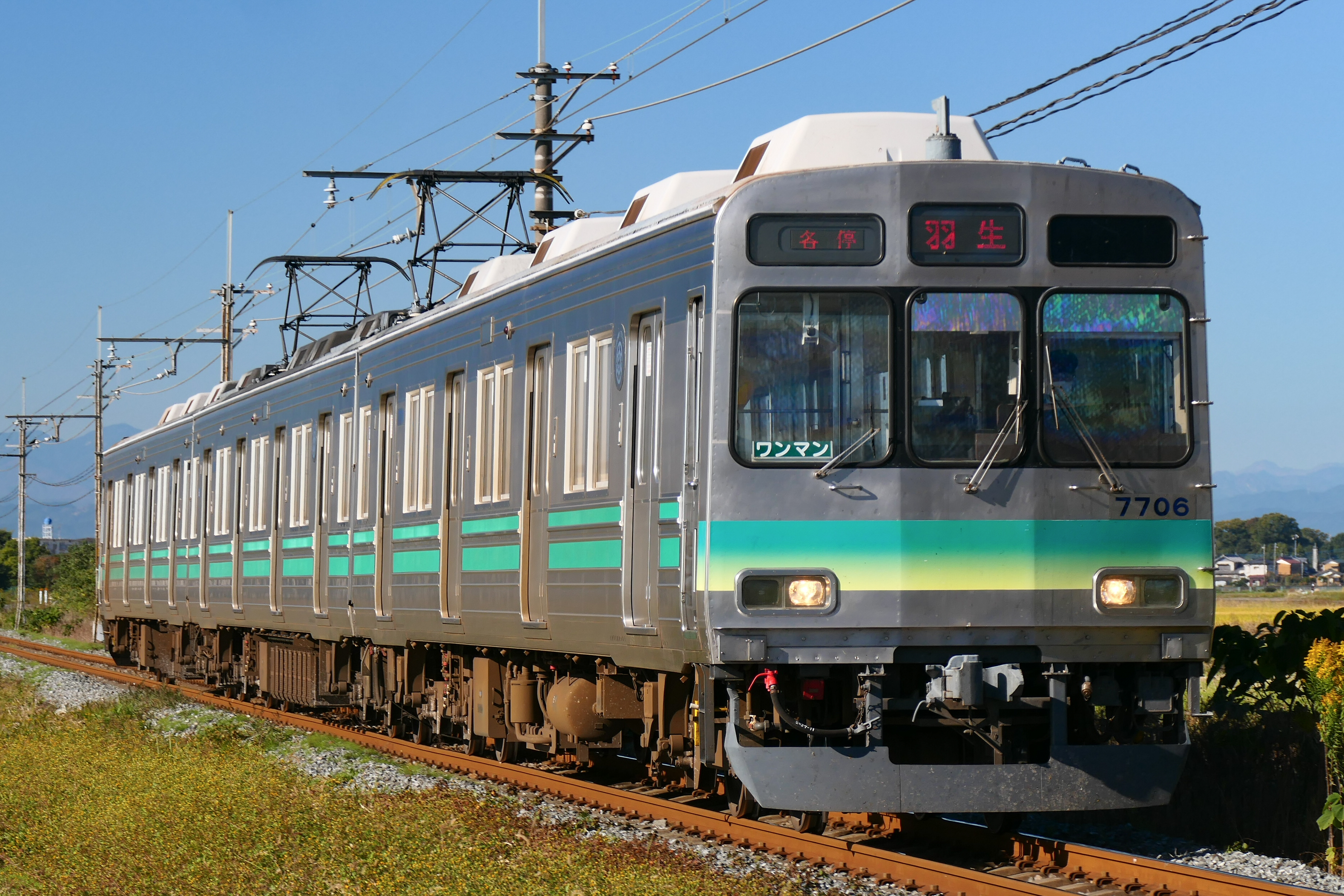
7500系
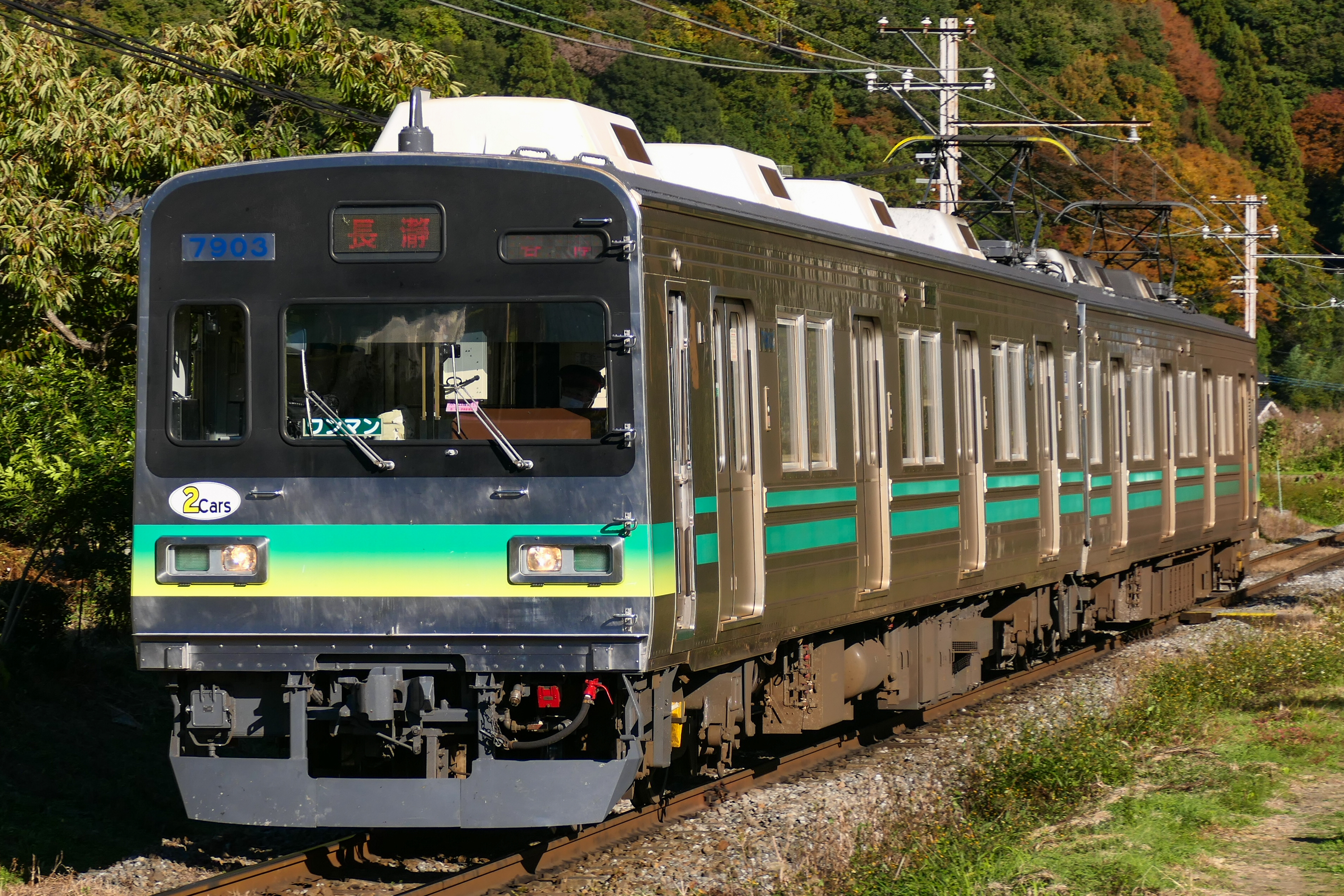
7800系

- 客車
  - 12系 - 元東日本旅客鉄道（JR東日本）12系。「SLパレオエクスプレス」用。
- 蒸気機関車
  - C58形363号機 - 「パレオエクスプレス」牽引用。管理はJR東日本ぐんま車両センターに委託されている。
- 電気機関車
  - デキ100形 - デキ107と108は元松尾鉱業鉄道ED50形
  - デキ200形
  - デキ300形
  - デキ500形
- 貨車
  - スム4000形
  - トキ500形
  - ヲキ・ヲキフ100形
  - ホキ1形

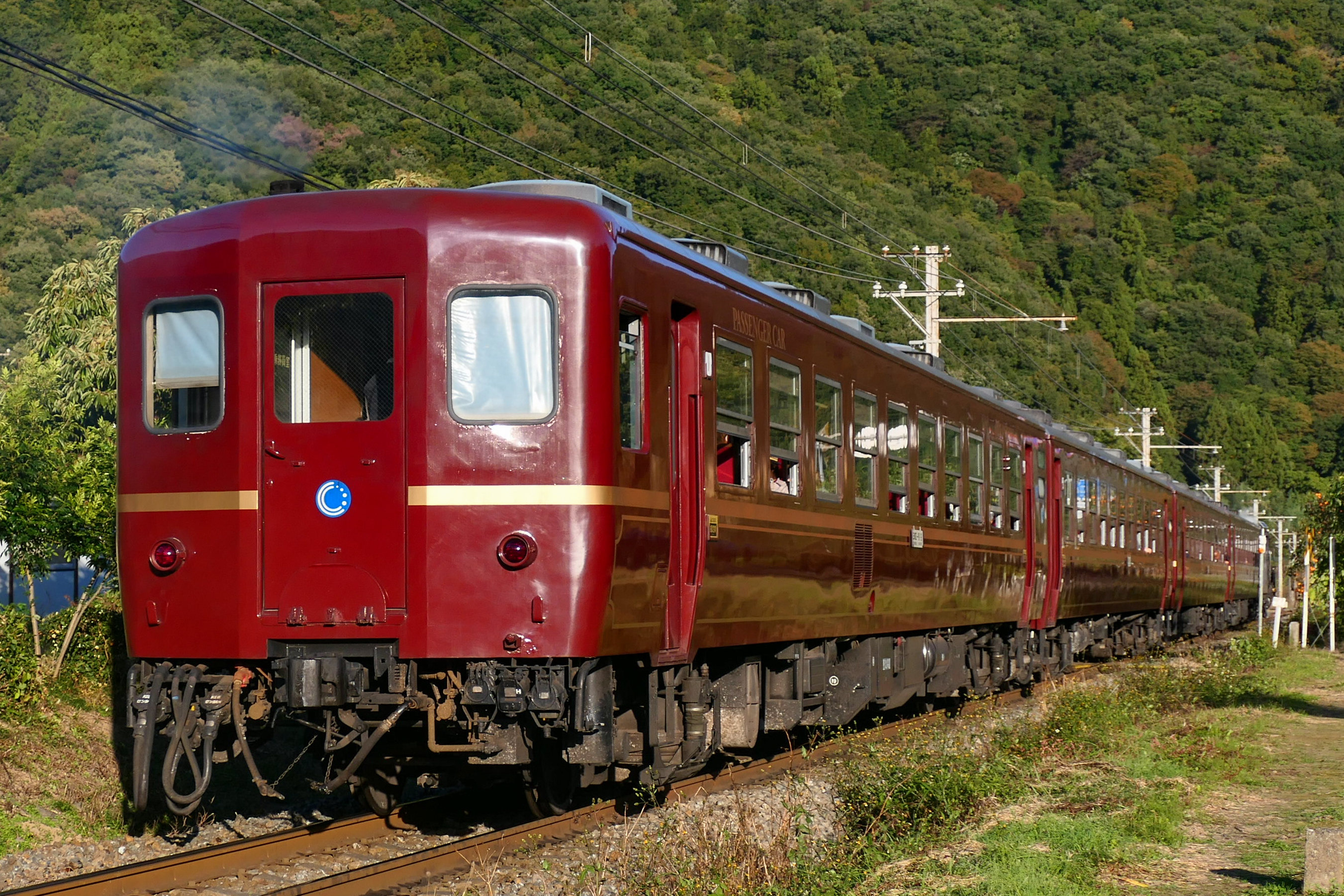
12系
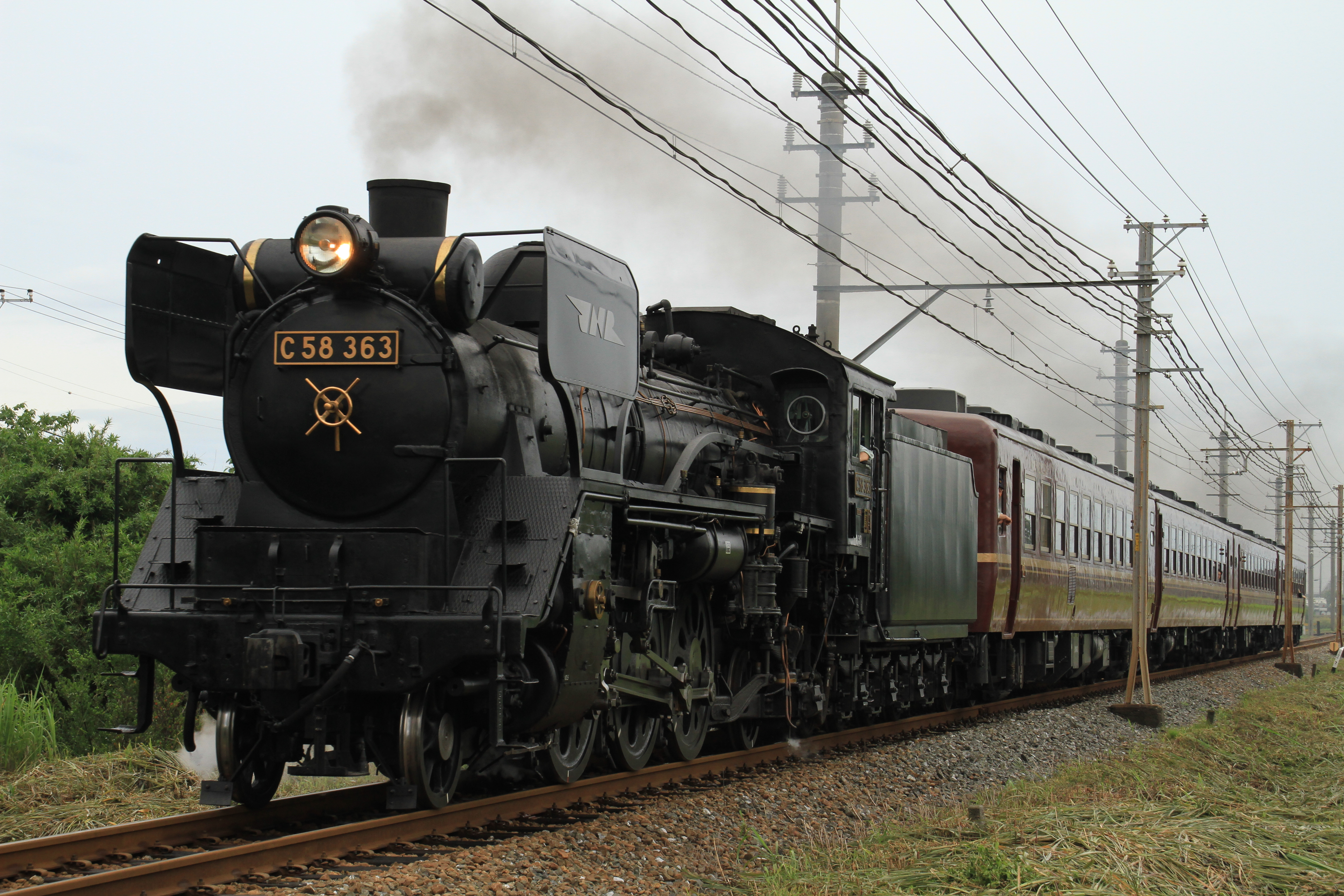
C58形363号機
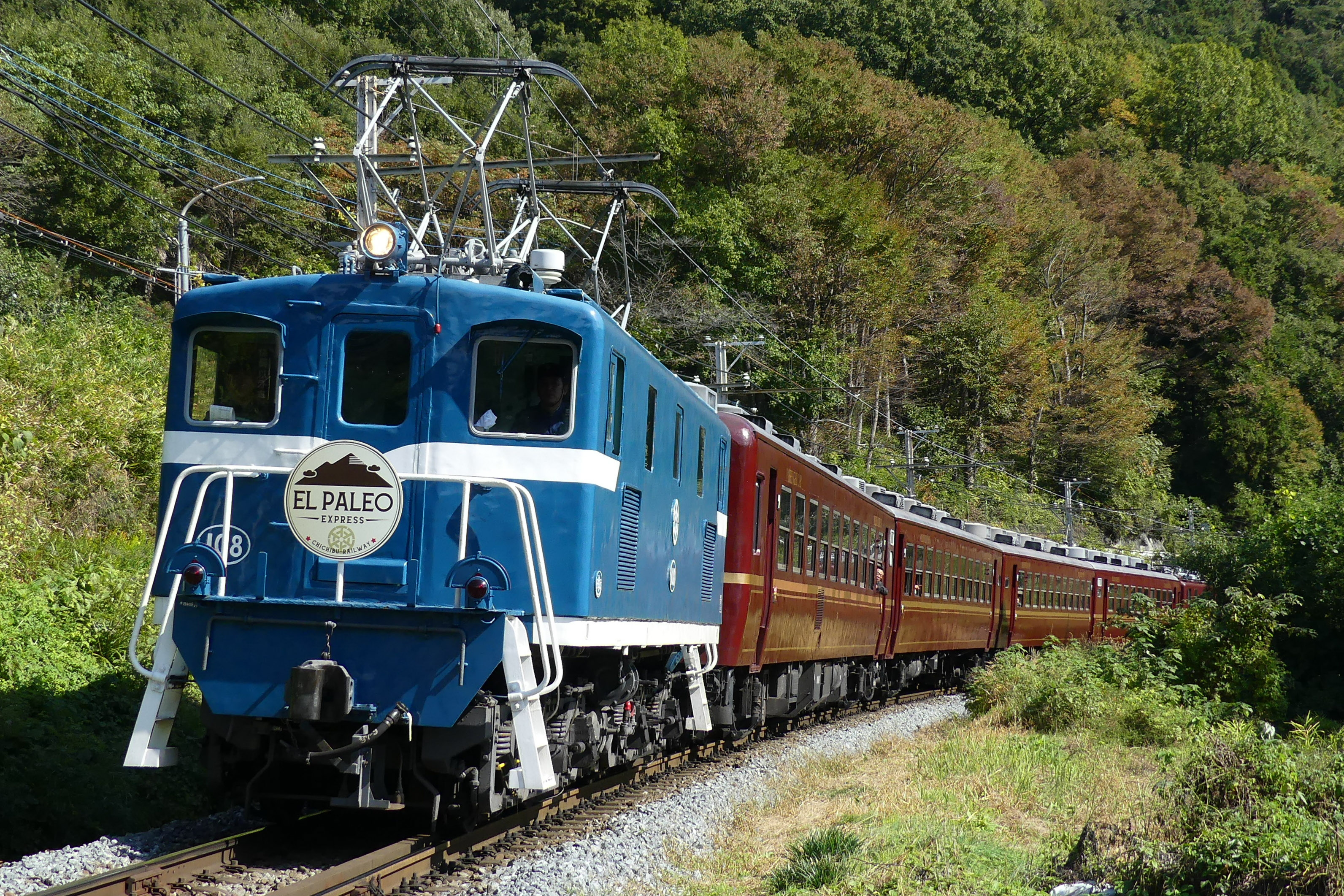
デキ100形
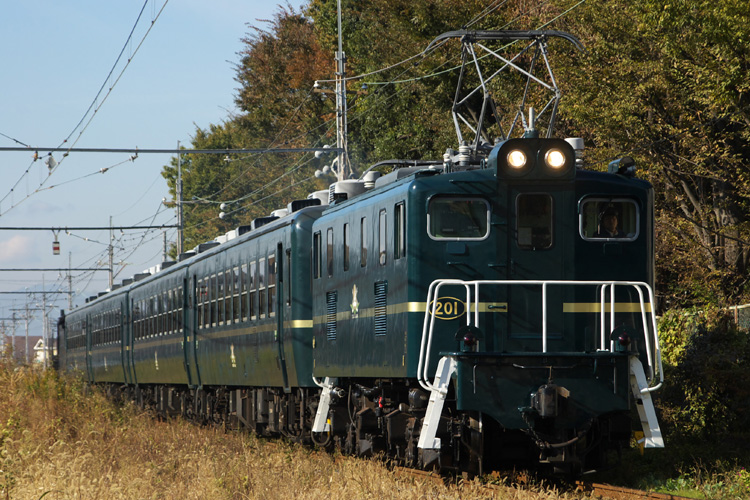
デキ200形
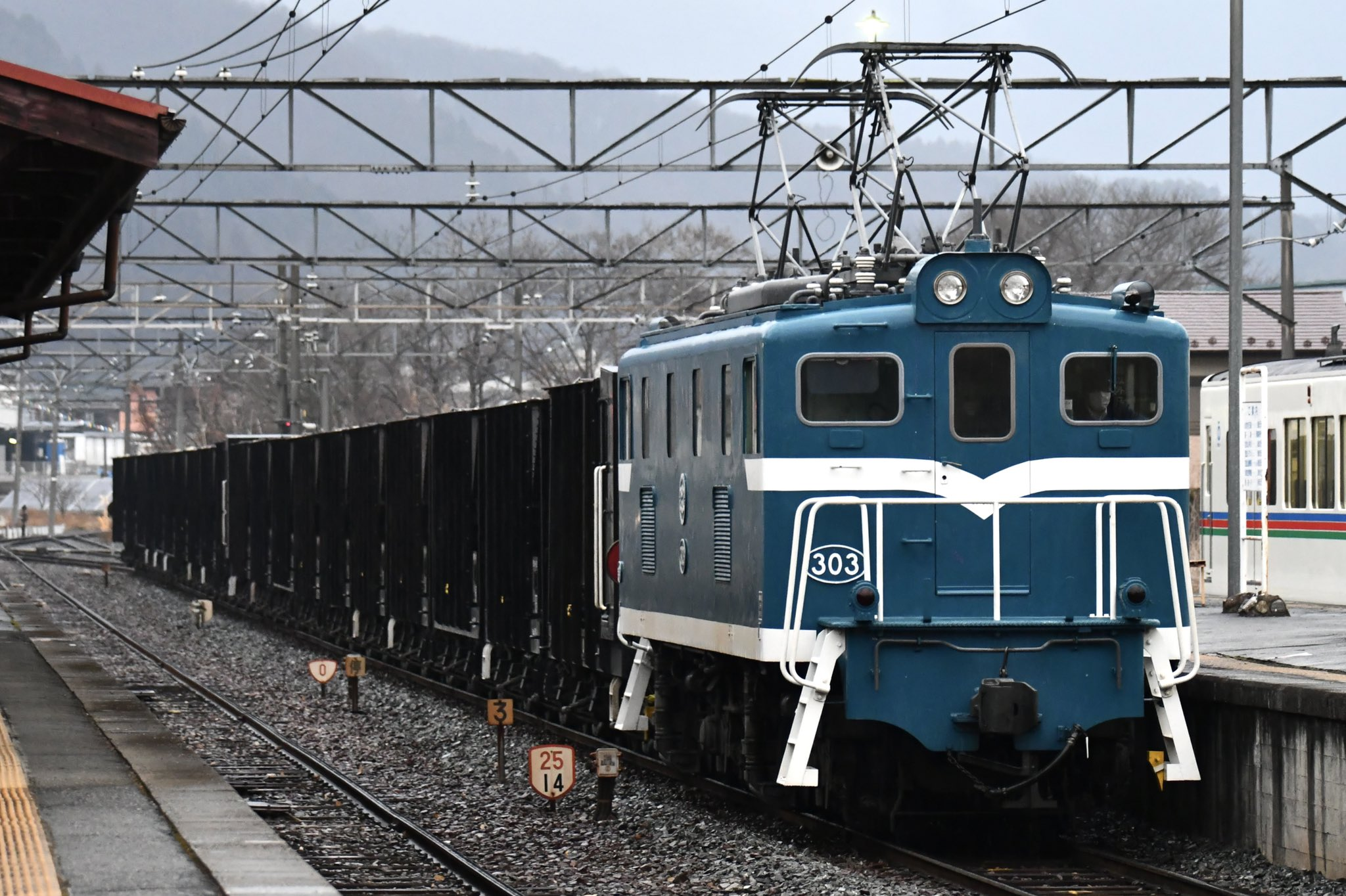
デキ300形
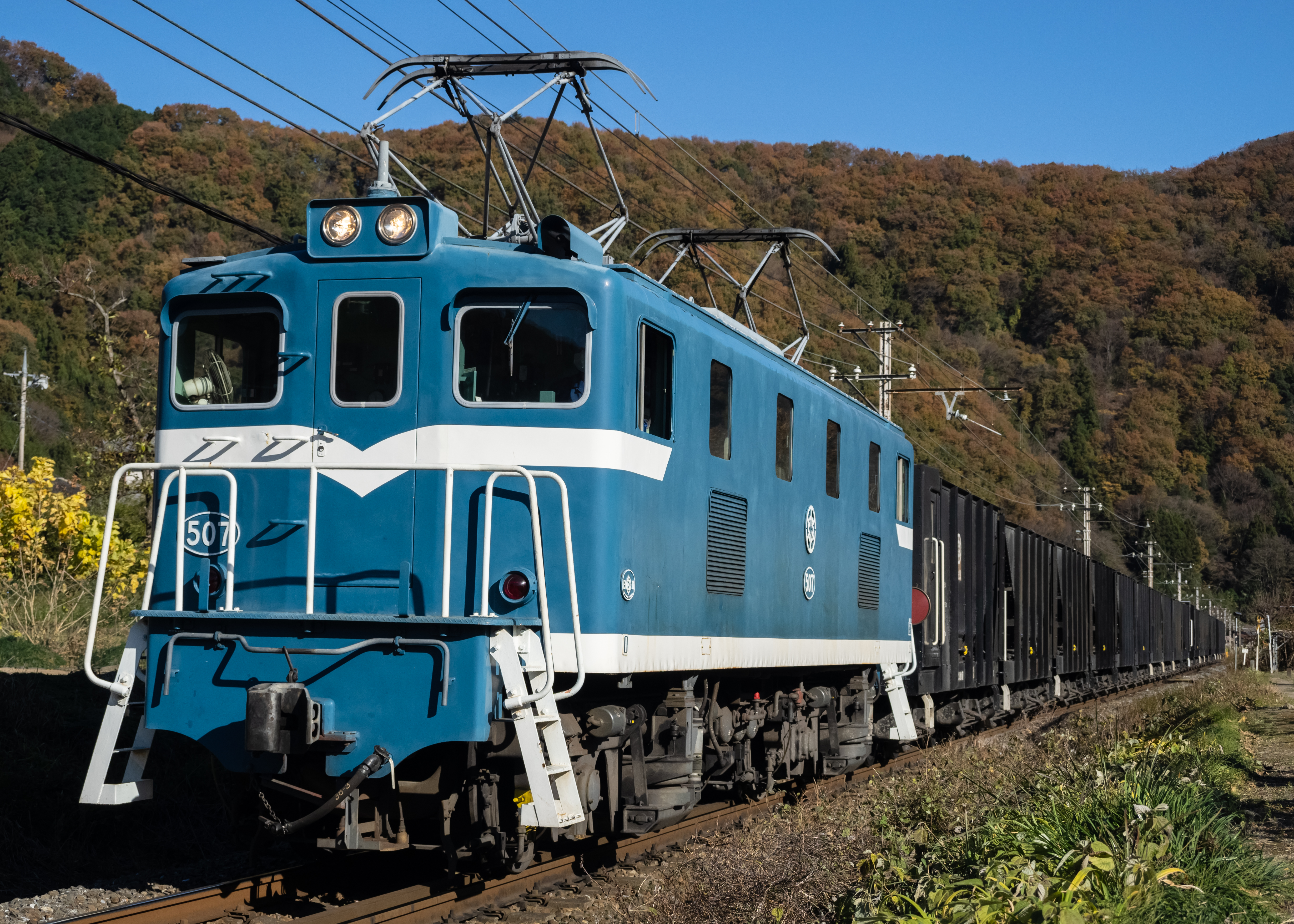
デキ500形
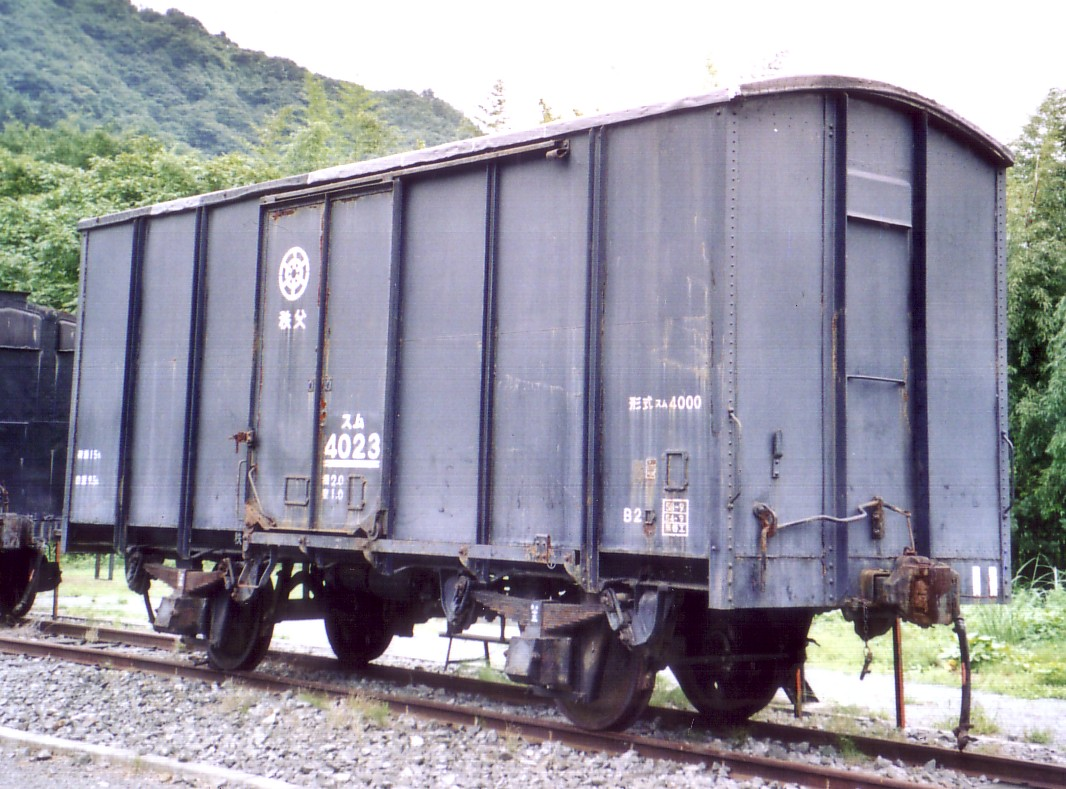
スム4000形
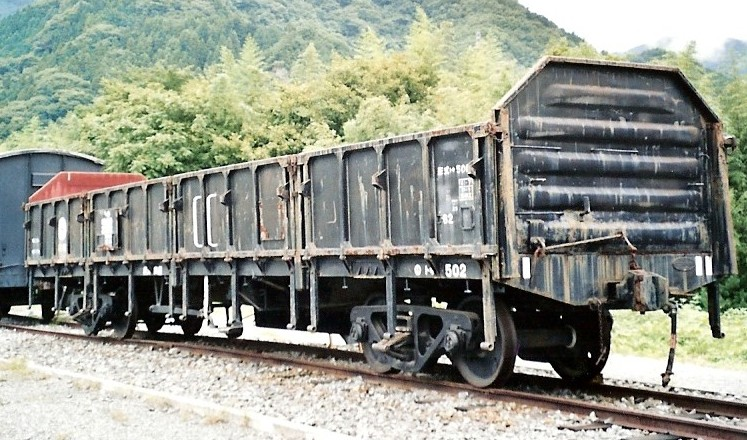
トキ500形
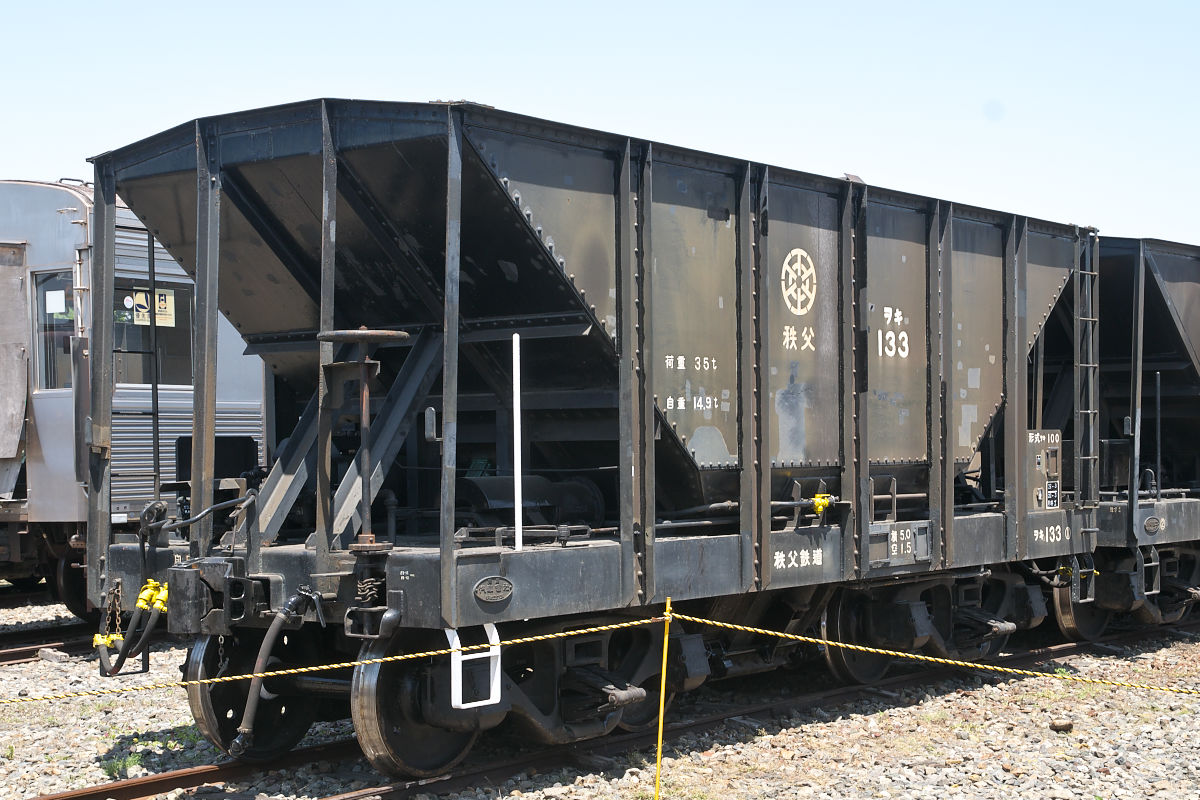
ヲキ100形
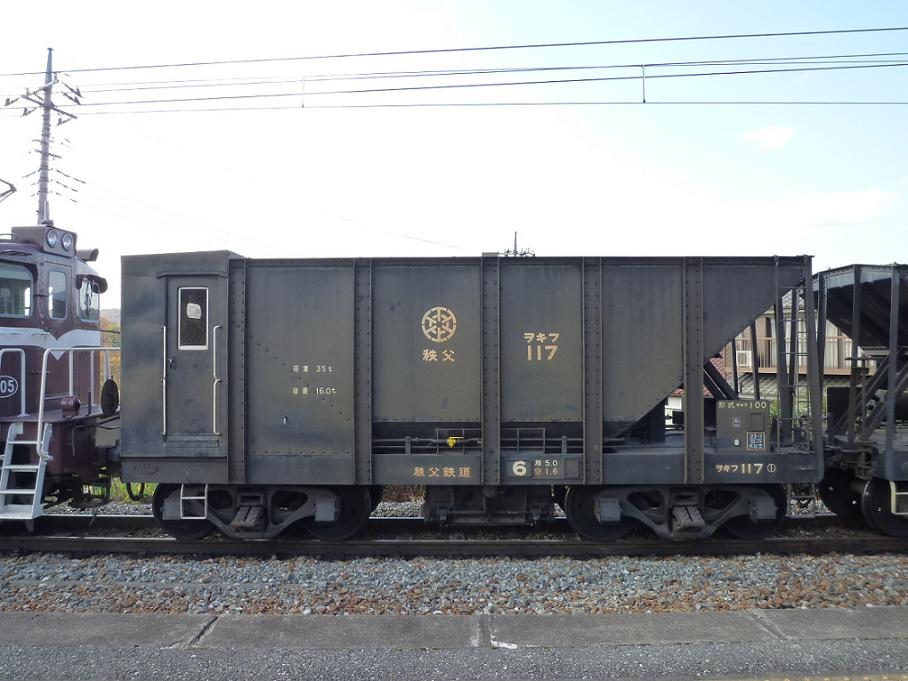
ヲキフ100形

#### 過去の車両
- 電車
  - 100形
  - 300系
  - 500系
  - 800系 - 元小田急電鉄1800形
  - 1000系 - 元日本国有鉄道（国鉄）→JR東日本101系
  - 2000系 - 元東京急行電鉄7000系
  - 3000系 - 元JR東日本165系

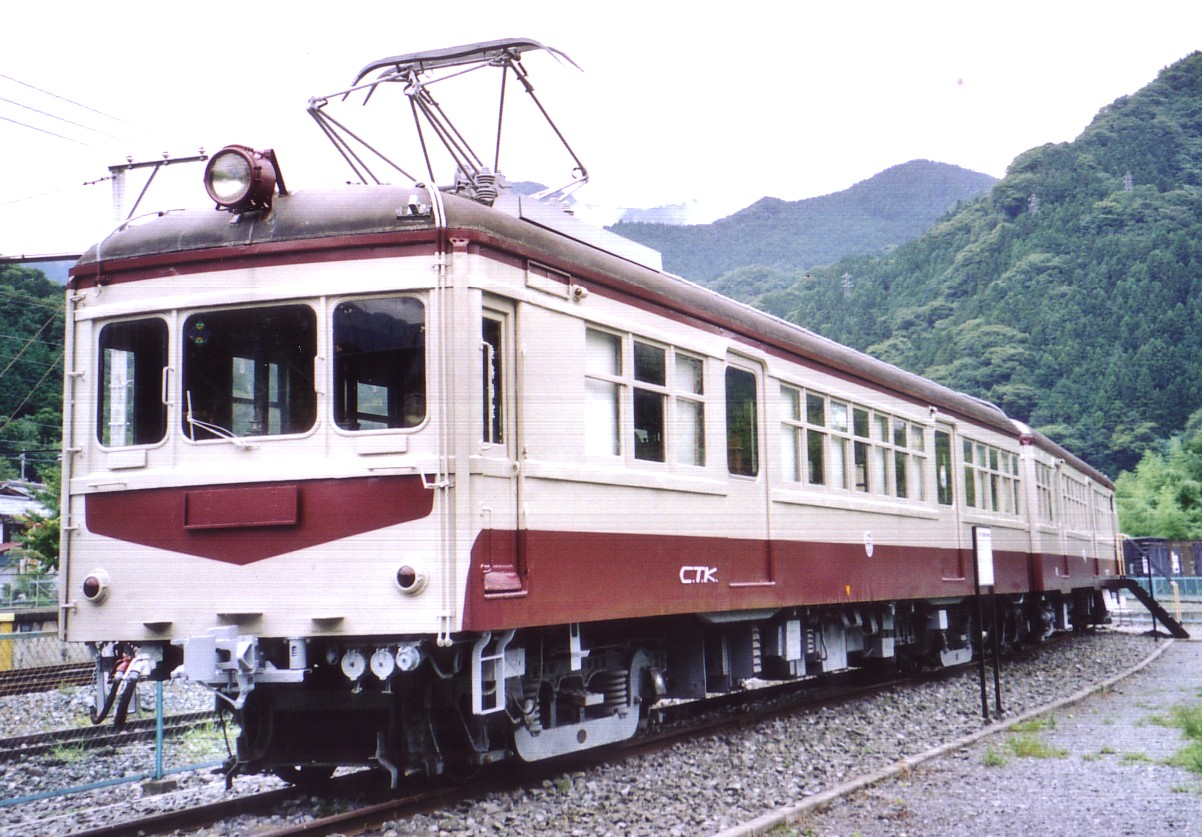
100形
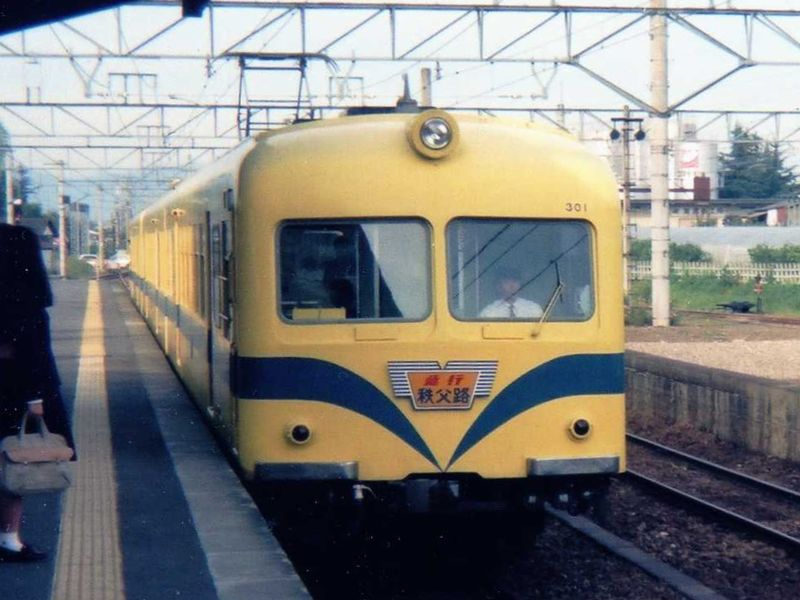
300系
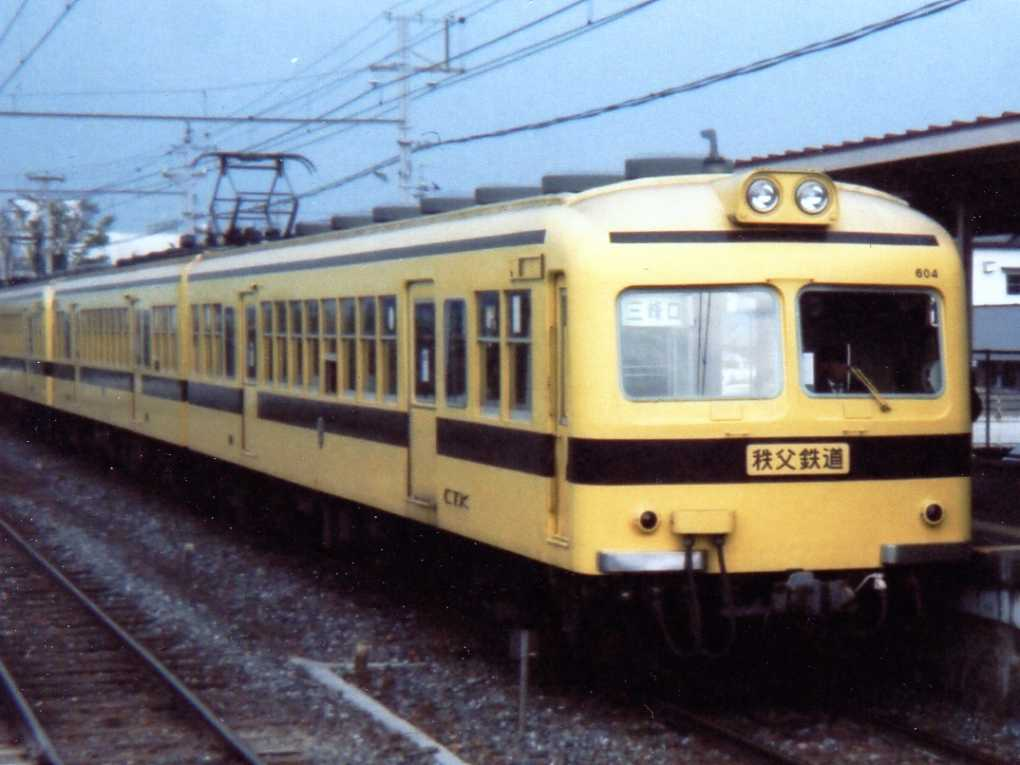
500系
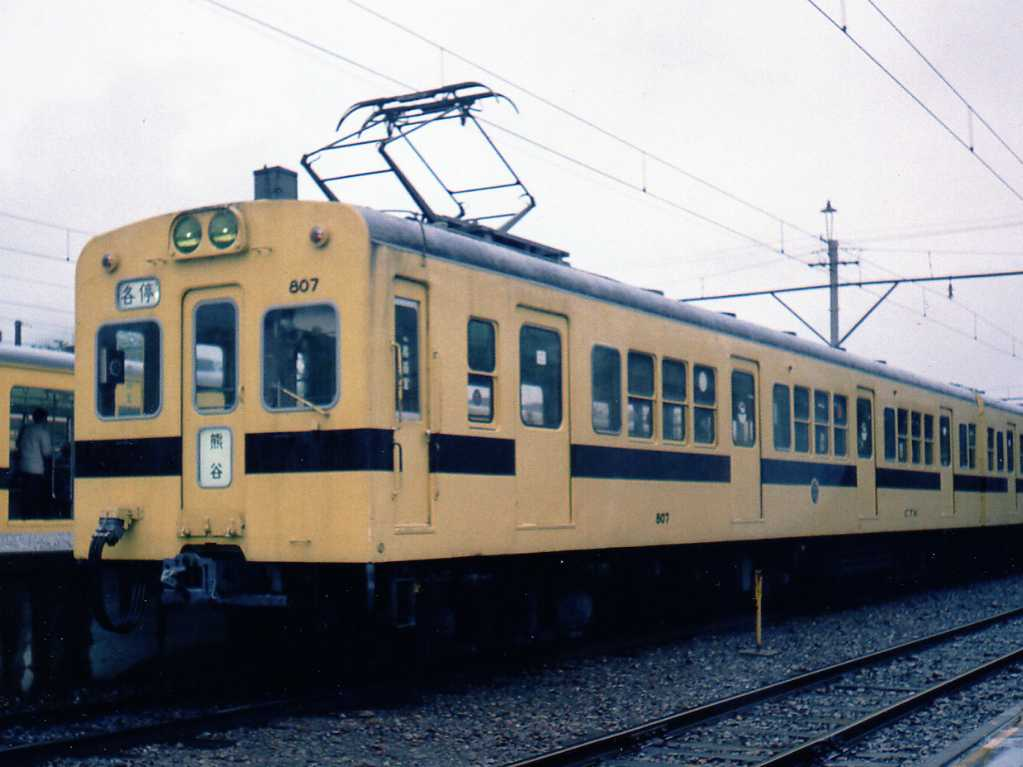
800系
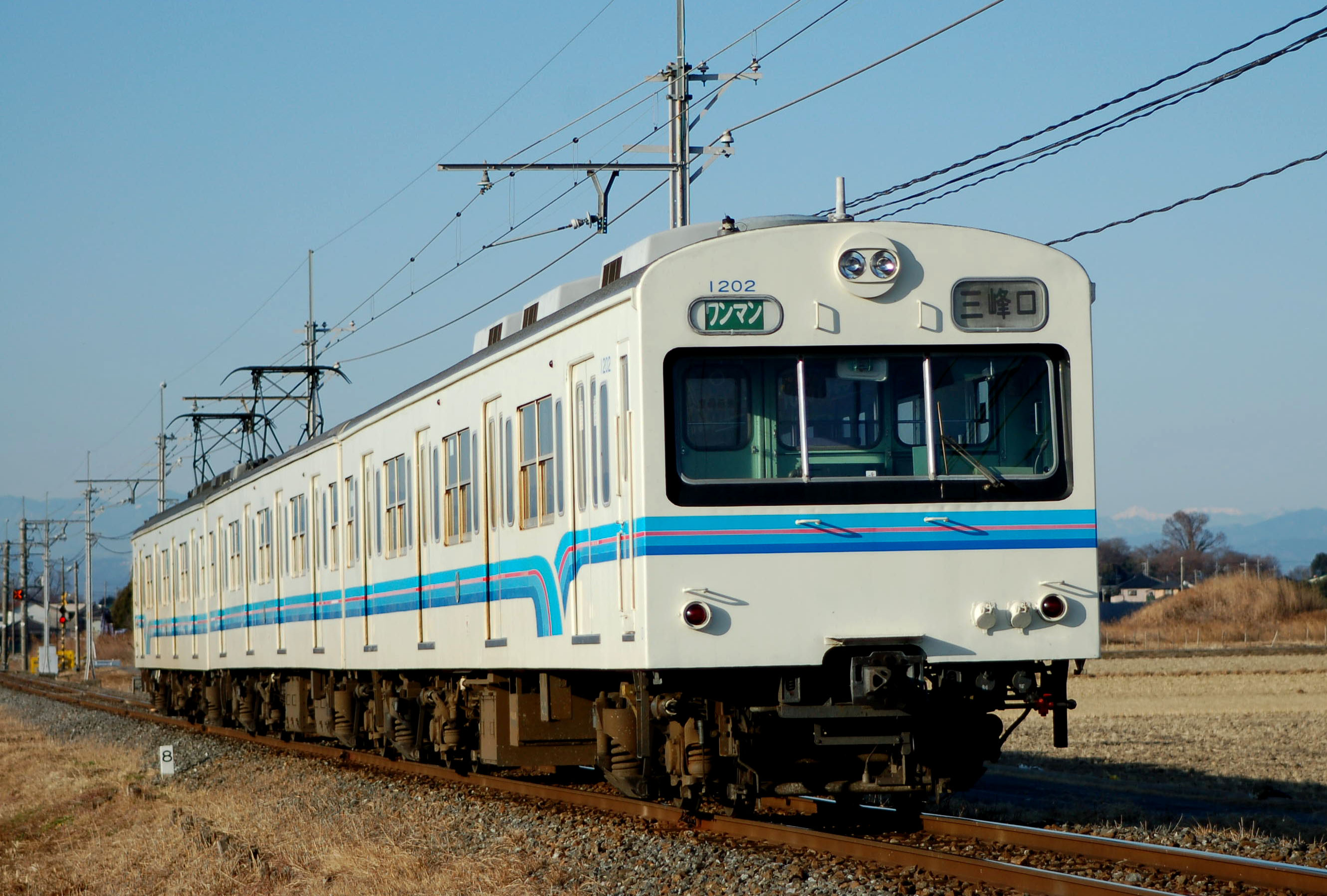
1000系
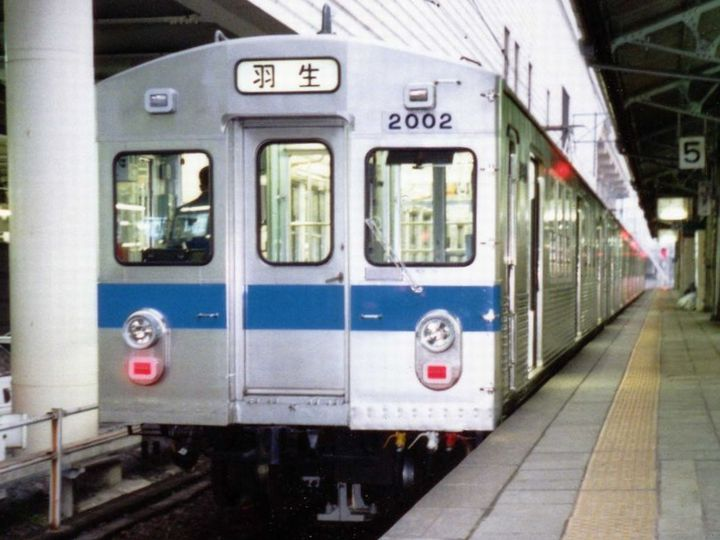
2000系
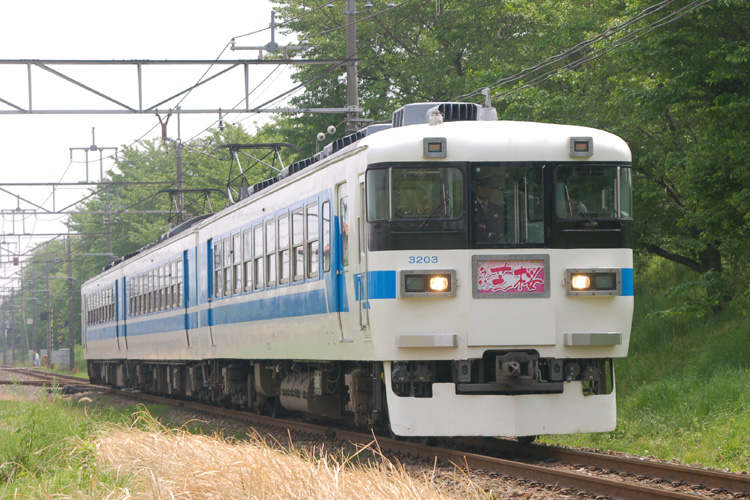
3000系

- 電気機関車
  - デキ1形
  - ED38形 - 元阪和電気鉄道ロコ1000形→国鉄ED38形
- ディーゼル機関車
  - D200形
- 貨車
  - テキ100形
  - ワキ800形
  - ワム700形 - 国鉄ワム90000形貨車と同型
  - ワフ30形
  - ワフ40形
  - ワフ50形
  - ヨ10形
  - ホキ10形
  - ホキ1000形

なお、かつて「パレオエクスプレス」で使用されていた旧形客車は秩父鉄道がJR東日本から借り入れたものであり、秩父鉄道所有の車両ではない。

#### 車両数の変遷
| 年度 ＼ 形式名                         | 100形 | 300系 | 500系 | 800系 | 1000系 | 2000系 | 3000系 | 5000系 | 6000系 | 7000系 | 7500系 | 7800系 | 12系客車 | 計 （冷房車） | ヲキ・ヲキフ 100形 |
| -------------------------------------- | ----- | ----- | ----- | ----- | ------ | ------ | ------ | ------ | ------ | ------ | ------ | ------ | -------- | ------------- | ------------------ |
| 1982年（昭和57年） -1985年（昭和60年） | 20    | 6     | 18    | 20    |        |        |        |        |        |        |        |        |          | 64            | 180                |
| 1986年（昭和61年）                     | 20    | 6     | 18    | 20    | 6      |        |        |        |        |        |        |        |          | 70            | 180                |
| 1987年（昭和62年）                     | 10    | 6     | 18    | 20    | 21     |        |        |        |        |        |        |        |          | 75            | 180                |
| 1988年（昭和63年）                     | 6     | 6     | 18    | 20    | 21     |        |        |        |        |        |        |        |          | 71            | 162                |
| 1989年（平成元年）                     |       | 6     | 18    | 16    | 24     |        |        |        |        |        |        |        |          | 64            | 162                |
| 1990年（平成2年）                      |       | 6     | 18    |       | 36     |        |        |        |        |        |        |        |          | 60            | 162                |
| 1991年（平成3年）                      |       | 6     | 18    |       | 36     |        |        |        |        |        |        |        |          | 60            | 162                |
| 1992年（平成4年）                      |       | 6     |       |       | 36     | 16     | 3      |        |        |        |        |        |          | 61(3)         | 162                |
| 1993年（平成5年）                      |       | 6     |       |       | 36     | 16     | 9      |        |        |        |        |        |          | 67(9)         | 162                |
| 1994年（平成6年）                      |       | 6     |       |       | 36     | 16     | 9      |        |        |        |        |        |          | 67(9)         | 162                |
| 1995年（平成7年）                      |       | 6     |       |       | 36     | 16     | 9      |        |        |        |        |        |          | 67(13)        | 162                |
| 1996年（平成8年）                      |       | 6     |       |       | 36     | 16     | 9      |        |        |        |        |        |          | 67(19)        | 162                |
| 1997年（平成9年）                      |       |       |       |       | 36     | 16     | 9      |        |        |        |        |        |          | 61(27)        | 162                |
| 1998年（平成10年）                     |       |       |       |       | 36     | 16     | 9      |        |        |        |        |        |          | 61(31)        | 162                |
| 1999年（平成11年）                     |       |       |       |       | 36     | 16     | 9      |        |        |        |        |        |          | 61(33)        | 162                |
| 2000年（平成12年） -2005年（平成17年） |       |       |       |       | 36     |        | 9      | 12     |        |        |        |        | 4        | 61(49)        | 138                |
| 2006年（平成18年）                     |       |       |       |       | 36     |        | 6      | 12     | 3      |        |        |        | 4        | 61(49)        | 138                |
| 2007年（平成19年）                     |       |       |       |       | 36     |        |        | 12     | 9      |        |        |        | 4        | 61(49)        | 138                |
| 2008年（平成20年）                     |       |       |       |       | 36     |        |        | 12     | 9      |        |        |        | 4        | 61(49)        | 138                |
| 2009年（平成21年）                     |       |       |       |       | 30     |        |        | 12     | 9      | 6      |        |        | 4        | 61(51)        | 138                |
| 2010年（平成22年）                     |       |       |       |       | 27     |        |        | 12     | 9      | 6      | 3      |        | 4        | 61(52)        | 128                |
| 2011年（平成23年）                     |       |       |       |       | 21     |        |        | 12     | 9      | 6      | 9      |        | 4        | 61(54)        | 128                |
| 2013年（平成25年）                     |       |       |       |       | 9      |        |        | 9      | 9      | 6      | 21     | 2      | 4        | 60(57)        | 128                |

- 1982・83年は1月1日時点、1984年以降は4月1日時点。
- 『私鉄車両編成表』各年版（ジェー・アール・アール）

### 保存車両
以下の車両が保存されている。
- デハ102 - 埼玉県長瀞町・長瀞オートキャンプ場
- クハニ22[要出典] - 埼玉県熊谷市・スナック
- クハニ20形 - 埼玉県長瀞町・長瀞オートキャンプ場
- クハ602 - 埼玉県熊谷市・秩父鉄道広瀬川原駅（留置、後に解体）
- 2000系（車番不明） - 埼玉県秩父市・資材置場
- デキ3 - 埼玉県熊谷市・運送会社敷地
- デキ4 - 埼玉県熊谷市・運送会社敷地
- デキ5 - 埼玉県秩父市・資材置場
- デキ101 - 埼玉県熊谷市・秩父鉄道広瀬川原駅（留置）

他にも貨車が多数売却されており、その数は把握できない。各形式の項目も参照。

### ロケ撮影など
鉄道線は、映画、テレビドラマ、CM撮影などで使用されることが多い。広瀬川原車両基地構内や熊谷駅構内、三峰口駅のプラットホームなどがロケーション撮影に使用されている。
- やしがにのウインク
- ブラタモリ
- 西村京太郎トラベルミステリー・鉄道捜査官
- ぶらり途中下車の旅・じゅん散歩など
- ロンドンハーツ：SLパレオエクスプレスを「ラブトレイン」で使用
- 東映の特撮ヒーロー番組には1970年代後半以降、多く登場している。
- 広瀬川原車庫
  - 砂の器（テレビドラマ）
  - 九死に一生スペシャル：再現ドラマで使用
  - 新幹線大爆破（映画）：ただし、設定は北海道夕張となっている。
  - スーパー戦隊シリーズ
  - 仮面ライダーシリーズ
- 武州荒木駅 - 鴉『列車』（PV）
- 行田市駅
  - ローソン (CM) ：「行田駅」として撮影
  - 陸王
  - ふるカフェ系 ハルさんの休日
- 熊谷駅 - 感染列島（映画）
- 上長瀞駅
  - 恋するハニカミ、大塚愛『金魚花火』（PV）
  - 烈車戦隊トッキュウジャー第5話：シャドーラインに侵略されているときは「腹ペコ駅」で、怪人を倒した後は「大盛駅」に看板が変わっていた。
- 野上駅 - 天体観測
- 皆野駅 - 黄泉がえり（映画）、ドラッグストア・ガール（映画）
- 秩父駅
  - Gメン'75第337話
  - ロボット8ちゃん第9話
- 武州中川駅 - ザ・スーパーガール第34話
- 武州日野駅 - 時効警察
- 三峰口駅 - トワイライト ささらさや：「ささら」駅として登場

## 索道事業（廃止）
- 三峰ロープウェイ : 三峰山頂駅 - 大輪駅 1898m（2006年5月19日休止、2007年12月1日廃止）

## 関連会社
- 宝登興業 - 宝登山ロープウェイ運営を中核とした宝登山観光事業
- 秩父鉄道観光バス - バス（貸切観光バス・高速乗合バス・特定輸送）、観光業、観光施設（長瀞トリックアート有隣倶楽部）運営
- 秩鉄商事 - 卸、販売、熊谷駅南口でのコンビニエンスストア（セブン-イレブン）経営、レストラン（ガーデンハウス有隣、豚みそ丼専門店 有隣）経営。
- 秩父建設 - 建設、電気工事
- 長瀞不動寺奉賛会（非連結子会社）
- 秩父観光（非連結子会社）

### 過去の関連会社
- 秩鉄タクシー - 2020年3月31日を以て解散[26]（清算結了は同年6月29日）。タクシー事業者。熊谷地区の秩鉄ハイヤーが秩父地区の（旧）秩鉄タクシーを吸収合併し、商号変更。
  - 秩父地区は撤退済み（詳細不明）
  - 熊谷地区は2018年9月末で熊谷構内タクシーに事業移管して廃業[27]。
- 秩父観光興業 - 2023年10月1日付で秩父鉄道観光バスに合併され解散[28]。